# Siegfried Stohr
Siegfried Stohr (Rímini, 10 de octubre de 1952) es un expiloto de automovilismo italiano. Participó en 13 Grandes Premios de la temporada 1981 de Fórmula 1 para Arrows, sin lograr puntos en el campeonato.

## Carrera
Stohr comenzó su carrera deportiva en karting, en campeonatos nacionales, europeos y mundiales. Ascendió a Fórmula Italia, donde compitió en 1976 y 1976 y fue subcamepeón y campeón de los campeonatos, respectivamente. En 1978 ganó en el Campeonato Italiano de Fórmula 3 con un Chevron.
Llegó al Campeonato Europeo de Fórmula Dos al año siguiente. En dos temporadas, logró una victoria y finalizó cuarto en 1980.
Con ayuda de auspiciantes, el italiano consiguió un lugar en Arrows Racing Team, con el también italiano Riccardo Patrese de compañero. Logró clasificar en Jacarepaguá y Buenos Aires, terminando dentro de los 10 mejores en este último.
En Zolder tuvo un accidente con un personal del equipo en la largada; en la recta principal del circuito, Stohr giró su monoplaza hacia la parte derecha del asfalto, encontrándose con el mecánico que estaba asistiendo el Arrows A3 de Patrese, atropellándolo y causándole graves heridas.
Luego de esto, el piloto volvió a finalizar dos Grandes Premios; en Hockenheim y Zandvoort, pero no consiguió clasificar en Monza, y dejó el equipo tras esta carrera.
Decidió retirarse de la competición tras su paso por Fórmula 1. Se graduó en psicología en la Universidad de Padua, abrió una escuela de manejo y fue periodista en Autosport. Escribió sobre seguridad en la conducción y publicó, además, una autobiografía sobre su etapa en Arrows.

## Resultados

### Fórmula 1
(Clave) (negrita indica pole position) (cursiva indica vuelta rápida)

| Año         | Escudería          | 1       | 2       | 3     | 4       | 5       | 6       | 7       | 8       | 9       | 10     | 11      | 12    | 13      | 14  | 15  | Pos. | Puntos |
| ----------- | ------------------ | ------- | ------- | ----- | ------- | ------- | ------- | ------- | ------- | ------- | ------ | ------- | ----- | ------- | --- | --- | ---- | ------ |
| 1981        | Arrows Racing Team | USW DNQ | BRA Ret | ARG 9 | SMR DNQ | BEL Ret | MON Ret | ESP Ret | FRA DNQ | GBR Ret | GER 12 | AUT Ret | NED 7 | ITA DNQ | CAN | LVG | NC   | 0      |
| Referencia: |                    |         |         |       |         |         |         |         |         |         |        |         |       |         |     |     |      |        |